# یار-سله
یار-سله (انگلیسی: Yar-Sale) یک شهرک در ناحیه خودگردان یامالو-ننتس کشور روسیه است.